# Вершина местности

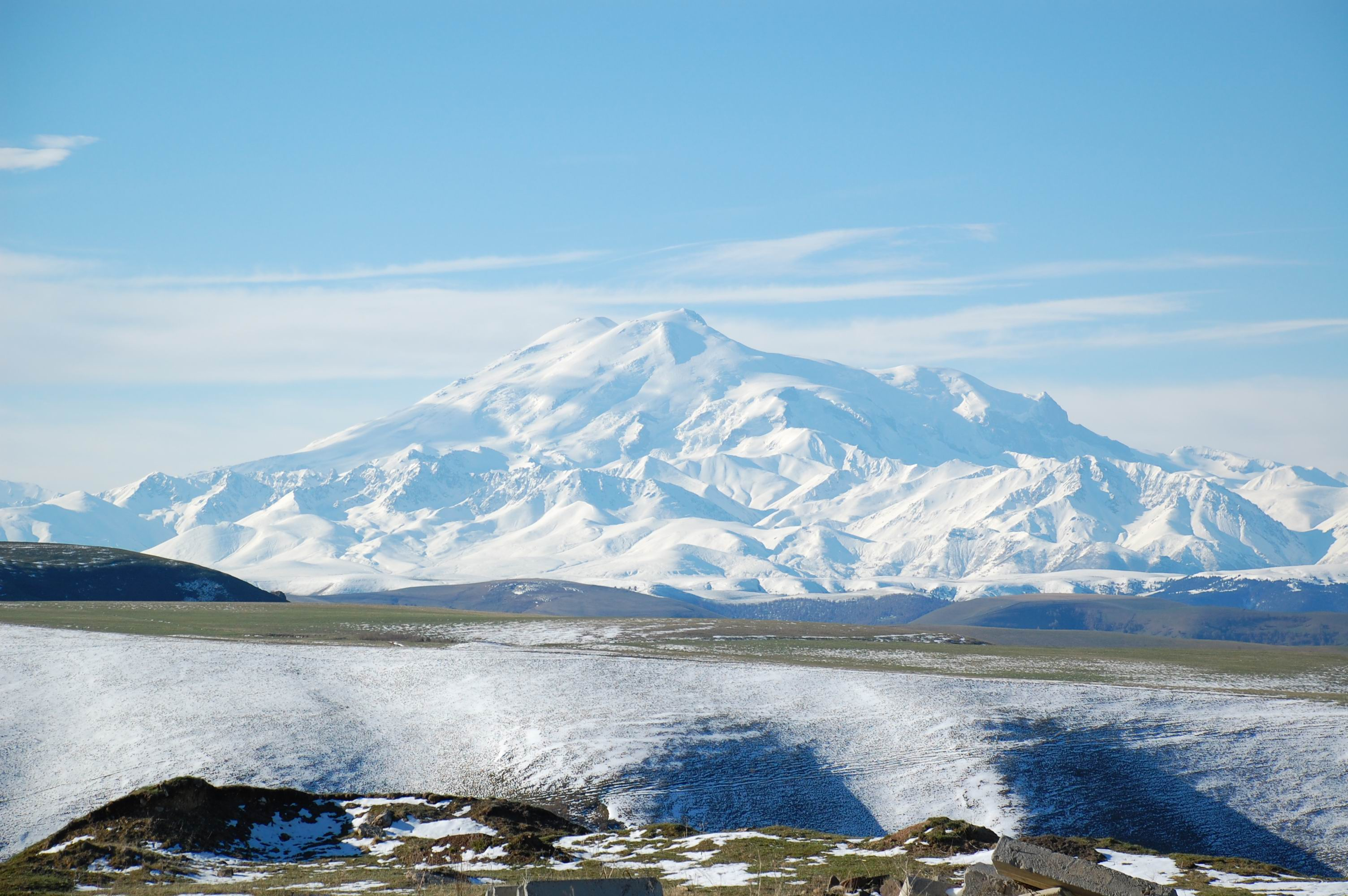
Вулкан Эльбрус, Кавказ, Россия

Вершиной местности в топографии называют точку на поверхности, имеющую наибольшую высоту над уровнем моря (среди всех точек, непосредственно к ней прилегающих). С математической точки зрения, вершина — локальный максимум высот. 
Понятие «горная вершина» обычно используют применительно к отдельным горам, заметно возвышающимся над общим уровнем горной страны (Эльбрус на Кавказе и пр.).